# Cnidoscolus populifolius
Cnidoscolus populifolius är en törelväxtart som beskrevs av Francisco Javier Fernández Casas. Cnidoscolus populifolius ingår i släktet Cnidoscolus och familjen törelväxter. Inga underarter finns listade i Catalogue of Life.